# Trichogramma danubiense
Trichogramma danubiense är en stekelart som beskrevs av Birova och Kazimirova 1997. Trichogramma danubiense ingår i släktet Trichogramma och familjen hårstrimsteklar.
Artens utbredningsområde är Slovakien. Inga underarter finns listade i Catalogue of Life.